# هسيش ليشتناو
هسيش ليشتناو (بالألمانية: Hessisch Lichtenau) هي بلدة، مدينة و بلدة ألمانية تقع في ألمانيا في Werra-Meißner-Kreis. يقدر عدد سكانها بـ 13,050 نسمة .

## المدن التوأمة
مدينة Dessel هي مدينة توأمة لـهسيش ليشتناو.

## أعلام
- هلموت رتر